# Thomas Sankara
Thomas Isidore Noël Sankara (Yako, 21 dicembre 1949 – Ouagadougou, 15 ottobre 1987) è stato un militare, politico, rivoluzionario e patriota burkinabé.
È stato un leader carismatico per tutta l'Africa occidentale sub-sahariana.
Cambiò il nome di Alto Volta in Burkina Faso e si impegnò per eliminare la povertà attraverso il taglio degli sprechi statali e la soppressione dei privilegi delle classi agiate. Finanziò un ampio sistema di riforme sociali incentrato sulla costruzione di scuole, ospedali e case per la popolazione in estrema povertà, oltre a condurre un'importante lotta alla desertificazione con la piantumazione di milioni di alberi nel Sahel.
Il suo rifiuto di pagare il debito estero di epoca coloniale, insieme al tentativo di rendere il Burkina autosufficiente e libero da importazioni forzate, gli attirò le antipatie di Stati Uniti d'America, Francia e Regno Unito, oltre che di numerosi paesi circostanti. Questo stato di cose sfociò nel colpo di Stato il 15 ottobre 1987, in cui, all'età di 37 anni, il giovane capitano Sankara fu assassinato dal proprio vice, Blaise Compaoré. È celebre soprattutto per il suo discorso all'Organizzazione dell'Unità Africana contro imperialismo e neocolonialismo e per essere stato il primo presidente africano a riconoscere l'AIDS come grave piaga sociale, con il lancio di un'efficace campagna di prevenzione. Rinunciò a qualunque beneficio personale come Presidente del Burkina Faso e, al momento della morte, gli unici beni in suo possesso si rivelarono essere un piccolo conto in banca di circa 150 dollari, una chitarra e la casa in cui era cresciuto.
Figura carismatica e iconica per milioni di africani, è spesso indicato come "il Che Guevara africano" o "il Presidente ribelle". Venne sepolto in una tomba anonima a Dagnoën, alla periferia di Ouagadougou, tuttavia in occasione del ventennale della sua morte la tomba è stata ricostruita e abbellita dai familiari, salvo poi essere danneggiata dai miliziani pro-Compaoré e di nuovo fu ricostruita a seguito della caduta del regime. La giunta militare guidata da Ibrahim Traoré, ha annunciato a febbraio 2023 che il corpo di Sankara sarebbe stato sepolto, insieme ai suoi 12 compagni, nel luogo in cui furono assassinati nel 1987. La famiglia di Thomas Sankara espresse invece la volontà che non venisse sepolto nel memoriale, da loro ritenuto controverso.

## Biografia

### Origini e formazione
Figlio di Marguerite e Sambo Joseph Sankara, ferventi cattolici di etnia Silmi-Mossi, frequentò la scuola elementare a Gaoua e conseguì il diploma nel 1966 a Bobo-Dioulasso. I genitori lo incoraggiarono a farsi prete, ma fallito il tentativo di iscriversi a medicina scelse la carriera militare presso la scuola di Prytanée di Kadiogo e, a 19 anni, si trasferì in Madagascar, dove ricevette una formazione da ufficiale dell'esercito e dove poté assistere alle rivolte del 1971 e del 1972 contro il presidente Philibert Tsiranana. In Madagascar si avvicinò alle teorie marxiste e leniniste di Adama Touré (militante del Partito africano dell'indipendenza), che influenzarono il resto della sua vita. Divenne caporedattore del giornale scolastico, il Club dell'informazione.

### La carriera militare
Ritornò in Alto Volta nel 1972 e partecipò a una guerriglia al confine tra lo Stato natale e il Mali, salvo poi aderire al pacifismo, ritenendo i conflitti "inutili e ingiusti". In seguito divenne noto ad Ouagadougou come chitarrista del gruppo "Tout-à-Coup Jazz".
Nel 1976 divenne comandante del centro di addestramento dell'esercito a Pô. In quel periodo, durante la presidenza del colonnello Saye Zerbo, salito al potere dopo un colpo di Stato e con cui Sankara era in aperto contrasto, formò insieme ad altri giovani ufficiali, tra cui Blaise Compaoré, un'organizzazione segreta chiamata Regroupement des Officiers Communistes (ROC), cioè Gruppo degli Ufficiali Comunisti. Per attutire la tensione, Sankara venne nominato Segretario di Stato nel settembre 1981, ma rassegnò le dimissioni il 21 aprile 1982, in disaccordo con il regime, secondo lui troppo lontano dalle esigenze della popolazione. Va inoltre detto che tutte le iniziative da lui proposte durante il suo periodo di Segretario di Stato furono ignorate, e bastarono pochi mesi perché Sankara si rendesse conto dell'incompatibilità del suo modo di vivere e fare politica rispetto a quello degli altri esponenti del governo. Di fronte al lusso esagerato in cui vivevano le alte sfere dell'esercito, Sankara mostrava infatti una semplicità più unica che rara, tanto da presentarsi in bicicletta alla prima riunione di governo subito dopo la nomina. Le successive inevitabili dimissioni e l'arresto del giovane capitano furono accompagnate da una frase, pronunciata alla radio, che lo rese presto celebre: “Guai a prendere in giro il popolo”.
Dopo un colpo di Stato nel novembre 1982 che portò al potere Jean-Baptiste Ouédraogo, questi non potendo ignorare la sua popolarità nell'esercito e in parte della popolazione, lo nominò Primo ministro (Sankara rifiutò l'offerta di presidente).
In quest'ultimo periodo il giovane capitano riuscì ad allargare notevolmente le simpatie intorno alla sua persona, in forza di un modo di esprimersi semplice, tagliente ed efficace, e di un carattere che sembrava autenticamente vicino alle richieste delle fasce più deboli della popolazione. A rafforzare queste impressioni c'era anche la già accennata diversità nello stile di vita di Sankara rispetto a quello delle altre figure di governo. Il contrasto tra Ouédraogo e il suo primo ministro in un clima di crescente malcontento popolare e di manifestazioni di piazza portò però di nuovo alla destituzione e agli arresti domiciliari di Sankara e di altri esponenti della sua corrente in seguito alla visita di Jean-Christophe Mitterrand, figlio dell'allora presidente francese François Mitterrand. L'arresto di Sankara e di altri suoi compagni causò una rivolta popolare che alla fine lo liberò.
Sankara viaggiò molto in questo periodo: in Niger da Seyni Kountché, nella Libia di Gheddafi (di cui già aveva letto e fatto leggere il Libro Verde e dal quale ottenne la promessa di un aiuto finanziario per l'Alto Volta), in Corea del Nord, al forum dei non allineati di Nuova Delhi, da Samora Machel in Mozambico, da Daniel Ortega in Nicaragua, da Mathieu Kérékou in Benin, da Indira Gandhi in India, da Chadli Bendjedid in Algeria, da Julius Nyerere in Tanzania, e da Jerry Rawlings in Ghana.

### L'elezione alla presidenza
(Abdourahman Waberi)
Nell'agosto del 1983 divenne presidente all'età di 35 anni, in seguito al colpo di Stato contro Jean-Baptiste Ouédraogo guidato dall'amico Compaoré, con l'appoggio della Libia. Esattamente un anno dopo il suo insediamento, nel 1984, cambiò il nome del Paese in Burkina Faso, che in More e Djoula, i due idiomi più diffusi nella nazione, significa "Terra degli uomini integri". Cambiò inoltre la bandiera e lo stemma nazionale e scrisse un nuovo inno, Une seule nuit.
Nel dicembre 1985 fu organizzato il censimento generale della popolazione burkinabé. Per errore, gli addetti al censimento sconfinarono in Mali, causando l'ira dei vertici di Stato del Paese maliano, che fecero pressione su Sankara. Le ostilità sfociarono in un conflitto, noto come "Guerra di Natale", che durò cinque giorni e che causò 100 morti, perlopiù nella città di Ouahigouya, bersagliata dagli aerei militari maliani. Nel 1987 tenne un discorso sul debito in occasione di una riunione del Organizzazione dell'unità africana, che tuttavia contribuì ad attirare su di sé le ostilità della Francia e degli Stati creditori.

### L'attentato e la morte
Dopo numerosi attacchi al presidente francese Mitterrand, reo di appoggiare il governo di Pieter Willem Botha in Sudafrica, e dopo aver rifiutato l'appoggio militare a Charles Taylor, Sankara venne ucciso il 15 ottobre 1987 insieme a dodici ufficiali (Noufou Sawadogo, Amadé Sawadogo, Abdoulaye Guem, Der Somda, Wallilaye Ouédraogo, Emmanuel Bationo, Paténema Soré, Frédéric Kiemdé, Bonaventure Compaoré, Paulin Bamouni, Christophe Saba, Sibiri Zagré), in un colpo di Stato organizzato dall'ex-compagno d'armi e collaboratore Blaise Compaoré con l'appoggio di Francia, Stati Uniti d'America e militari liberiani.

## Le indagini e ipotesi sull'omicidio
La tesi più accreditata, sostenuta da un testimone oculare, è che Sankara e Compaoré la sera dell'uccisione stessero discutendo animatamente intorno ad un tavolo, con il presidente che accusava il collaboratore di essere un traditore. Improvvisamente, Compaoré avrebbe preso il suo revolver e avrebbe sparato due colpi, mortali, al petto di Sankara, che si sarebbe accasciato senza vita sulla sedia. Compaoré ha sempre negato questa versione dei fatti, affermando inizialmente che quel giorno era a casa sua, malato, e che a uccidere il presidente fosse stata un'altra persona, salvo poi ritrattare, affermando che fu lui ad uccidere Sankara, ma che il colpo partì accidentalmente dalla pistola.
Un'altra tesi invece afferma che Sankara si trovasse a bordo di una Renault 5 insieme ai suoi collaboratori Paulin Bamoumi e Frederic Ziembie. Ad un certo punto l'autovettura venne crivellata da colpi di AK-47, con i due collaboratori che morirono su colpo e Sankara che ne uscì illeso. Il presidente venne allora tirato fuori dal mezzo e a sua volta massacrato a colpi di mitraglietta dai miliziani pro-Compaoré.
Nell'aprile 2006 il Comitato per i Diritti Umani dell'ONU, a cui si è appellato a nome della famiglia il Collettivo Giuridico della Campagna Internazionale Giustizia per Thomas Sankara (CIJS), diede ragione ai ricorrenti e ordinò allo Stato burkinabé di fare chiarezza sulla morte di Thomas Sankara, di assicurare alla famiglia una giustizia imparziale, di rettificare il suo certificato di morte, di provare il luogo della sua sepoltura, di indennizzare la famiglia per il trauma subito e di divulgare pubblicamente le decisioni del comitato. Tuttavia, il 21 aprile 2008 il Comitato per i Diritti Umani dell'ONU chiuse il fascicolo senza muovere ulteriori inchieste.
Dopo la caduta di Compaoré il tribunale militare burkinabé ha emesso, il 4 dicembre 2014, un mandato di cattura internazionale nei suoi confronti accusandolo dell'omicidio, l'assassinio e l'occultamento di Thomas Sankara.
Nell'aprile 2016 la Corte di Cassazione di Ouagadougou ha ritirato il mandato, poiché il tribunale avrebbe dovuto rivolgersi al commissario del governo prima di rilasciarlo. Il procuratore generale Ouedraogo ha comunque spiegato che «La cancellazione dei mandati non significa che sia finita. I giudici possono prendere in consegna e correggere le procedure attraverso mezzi validi. Queste sono lacune che possono essere colmate anche domani, se i giudici vogliono». Il fatto ha generato molto malcontento e si è diffusa la voce che Blaise Compaoré sia coperto da interessi internazionali, anche ora che non è più al potere.

## Le idee e l'attività politica
(Thomas Sankara)
Ispirato a Fidel Castro (che incontrò durante una visita di stato), Che Guevara, Jerry Rawlings e Karl Marx, promosse la "Rivoluzione Democratica e Popolare", definendo la sua ideologia anti-imperialista nel suo Discorso di Orientamento Politico tenuto il 2 ottobre 1983. In un discorso tenuto ad Addis Abeba, in Etiopia, suggerì l'istituzione di un nuovo fronte economico africano che si potesse contrapporre a quello europeo e statunitense. Inoltre, cercò di convincere, invano, gli altri capi di Stato africani a rifiutarsi di saldare i debiti con gli Stati Uniti e i paesi europei, poiché era convinto che i soldi da restituire agli altri Stati dovevano essere reinvestiti in riforme sanitarie e scolastiche.
Durante un suo discorso all'ONU il 4 ottobre 1984, avanzò la richiesta di sospensione dalle Nazioni Unite di Israele e di espulsione del Sudafrica, che all'epoca deteneva in prigione Nelson Mandela. Inoltre, fece costruire la ferrovia del Sahel, che tuttora collega Burkina Faso e Niger, principale arteria di comunicazione del Paese, successivamente ampliata. Garantì due pasti e cinque litri d'acqua al giorno a ciascun cittadino burkinabé, fornendo assistenza sanitaria e una massiccia campagna di vaccinazioni, incentivò la costruzione di scuole e ospedali, promosse una campagna di rimboschimento (10 milioni di alberi vengono piantati per contrastare l'avanzata del deserto nella fascia del Sahel), la ridistribuzione delle terre ai contadini e la soppressione delle imposte agrarie e creò un Ministero dell'Acqua, con funzioni ecologiche. Inoltre all'ONU il rappresentante del Burkina votò per l'indipendenza della Nuova Caledonia, condannò l'Operazione Urgent Fury degli USA e l'invasione dell'Afghanistan da parte dei sovietici.

## I principali provvedimenti

### Riduzione della spesa pubblica
Con una campagna per la riduzione della spesa pubblica e una drastica lotta alla corruzione, tolse numerosi privilegi a politici e militari, e vendette tutte le Mercedes in dotazione ai ministri, sostituendole con le più economiche Renault 5, mentre i voli fuori dal paese per motivi diplomatici si potevano solo fare in classe turistica. Si decurtò inoltre lo stipendio, arrivando a guadagnare 450$ al mese. Molte volte era costretto a chiedere prestiti ai familiari poiché non aveva denaro. Decise la chiusura dei night club, dove la piccola borghesia faceva una fortuna con la vendita di Coca-Cola, il cui prezzo si aggirava tra i 1.500 e i 2.000 franchi per litro, escludendo così la popolazione. I night club furono sostituiti con piste da ballo diurne aperte a tutti, con musica popolare e prezzi accessibili (il costo medio di un drink non superava i 50 franchi).

### La posizione su donne e AIDS
Dobbiamo dare a ogni donna i mezzi per realizzare una vita onesta e dignitosa»
(Thomas Sankara)
Il programma politico di Sankara comprendeva soprattutto il miglioramento delle condizioni delle donne. Sankara assegnò a numerose donne il ruolo di ministro e le cariche militari, cosa rara in Africa. Le incoraggiò a ribellarsi al maschilismo e a rimanere a scuola in caso di gravidanza. Sankara fu il primo presidente africano a mettere in guardia la popolazione dall'AIDS, invitando i compatrioti a usare dei contraccettivi per evitare eventuali sieropositività. Abolì la poligamia e vietò l'infibulazione, pratiche ampiamente diffuse e tollerate in tutta l'Africa.
Importante fu l'attenzione dedicata alla prostituzione. Sankara riteneva importante non punire o incarcerare le prostitute come accadeva in molti paesi, ma aiutarle a evadere dalla situazione di schiavitù fisica in cui si trovavano, dando loro un'occupazione vera. Chiarì questo programma nel telex inviato al Congresso mondiale delle prostitute, il 2 dicembre 1986.

### La partecipazione dell'esercito nella vita economica
(Thomas Sankara)
Sankara si fece fautore e promotore di una totale rottura con la tradizione, che vedeva i soldati e soprattutto le cariche dell'esercito in posizione di netto vantaggio rispetto al popolo. Una delle sue prime mosse fu quella di coinvolgere le caserme nella produzione agricola e industriale. L'addestramento militare, ridotto da 18 a 12 mesi, fu implementato a funzioni lavorative che occuparono ben 3/4 del tempo totale. Ad esempio, l'ordine prevedeva inizialmente la costruzione di pollai e l'allevamento di galli e galline (un quarto per ogni soldato, come minimo). Il risultato non venne solo raggiunto ma ampiamente superato, con caserme che raggiungevano mezzo pollo per persona a settimana o addirittura uno intero, e chiedevano di poter fare di più. Questo successo economico garantì un miglioramento delle condizioni alimentari, e un rilevante abbassamento dei prezzi nel mercato della carne bianca per la popolazione civile. Ci fu anche un grande incremento della coltivazione di patate, a tal punto da raggiungere la sovrapproduzione.

### Valorizzazione delle piccole imprese
Il Burkina Faso era il paese più povero dell'Africa insieme alle isole di Capo Verde. Sankara intuì l'importanza delle uniche vere risorse: cotone, ortaggi, legumi, agrumi e allevamento (oltre a una buona quantità d'oro, che però verrà scoperta solo durante la dittatura di Blaise Compaoré). Decise di dare slancio alle piccole unità produttive, a metà strada tra l'artigianato e l'industria, come manifatture a atelier, per impiegare manodopera minimamente formata da espandere sul territorio, far nascere vicino alle zone di produzione ed essere facilmente sostenibile. Furono ribattezzate touf-touf e largamente preferite alle macchine elettroniche, per offrire possibilità coniugate con coloro che già altrove si erano lanciati in questo genere d'impresa. Sankara non era un autarchico e voleva dare rilievo all'impresa privata, a patto che questa non si imponesse sulla sovranità popolare. Fu ben aperto a investitori stranieri, come la Svizzera, che volevano associarsi con i privati o il governo del Burkina. Le principali collaborazioni furono per il formaggio (latte) e i pomodori destinati a salse e pelati in scatola, ma ci furono una serie di altre infinite possibilità economiche.

### Abbassamento del prezzo della carne e delle materie prime
Come già accennato, Sankara lavorò molto per abbassare i prezzi e rendere accessibili alla popolazione molti tipi di prodotti solitamente riservati alle élite borghesi. Tra questi, in particolare, la carne. Ouagadougou prosperava di supermercati e salumerie con prosciutto venduto a peso d'oro, poiché importato, nonostante ci fossero tutti i presupposti per produrlo anche in Burkina. Questo lo rendeva un alimento inaccessibile alla stragrande maggioranza. Sankara invertì l'ordine delle cose mettendo a disposizione di produttori esteri, ad esempio per la stagionatura, maiali e montoni con cui creare carne a buon mercato e permettere un'espansione del consumo interno.
Per costruire dighe grazie a cui manovrare l'acqua di cui il Burkina aveva un disperato bisogno, i cantieri dovevano importare ferro e cemento dai paesi vicini, i quali però avevano cominciato a bloccarne la vendita per colpire economicamente un governo guardato male per le sue politiche sociali e vicine al popolo. In particolare le griglie, che importate erano sei volte più care rispetto alla produzione nazionale. I cantieri volevano solo la materia prima per poter realizzare poi in Burkina il prodotto finito, ma furono ostacolati. Sankara si concentrò molto in questa direzione mandando in missione informativa funzionari col compito di chiarire la posizione pacifica del paese, ma anche di informare che la persistenza di questi comportamenti sarebbe stata considerata un atto di ostilità.

### Sviluppo dell'edilizia
Lo Stato forniva direttamente l'argilla con cui costruire le case e ingegneri agronomi erano posti a capo delle opere pubbliche per dettare istruzioni agli operai. Sankara, affezionato al gesto simbolico, si recava spesso in zone di lavoro per incoraggiare le squadre mettendosi egli stesso all'opera, parlando con le persone coinvolte, esaminando la realtà e venendo direttamente a conoscenza di eventuali problemi da risolvere.

### Lotta alle importazioni inutili
(Thomas Sankara)
Uno dei principali motivi di povertà del Burkina era appunto la dipendenza da importazioni estere. E per la maggior parte si trattava di prodotti inutili o sacrificabili, che aggiungevano solo debiti su debiti. Tra questi, vestiti di marchi come Levi's e accessori estetici (ad esempio il rossetto). Sankara dichiarò pubblicamente che se qualcuno avesse voluto organizzare un colpo di Stato in Burkina Faso non avrebbe dovuto mandare un esercito, perché sarebbe bastato smettere di vendere tutte queste cose al Paese per gettare la popolazione nel caos. C'erano alcune eccezioni per cui non si poteva fare a meno di importare, come determinate materie prime, ma il resto andava necessariamente messo da parte o la pressione fiscale non avrebbe allentato la presa. Sankara promosse dunque una campagna anti-materialista per incentivare il popolo a essere orgoglioso di ciò che ha, senza vergognarsi di mostrare al mondo che il Burkina è un Paese povero. L'obiettivo era soprattutto danneggiare la potente piccola-media borghesia che deteneva il controllo di questi mercati.

### Donazione di sangue
(Thomas Sankara)
Sankara fu un sostenitore della donazione del sangue e la promosse attraverso gesti simbolici come il prelievo personale per incoraggiare la popolazione.

### La partecipazione del popolo alla vita giuridica: le Case del popolo
Il Burkina Faso fu il primo paese africano a indire i tribunali popolari, chiamati Case del popolo, con una corte presieduta da un giudice di carriera, due giudici non professionisti, un militare e quattro membri dei Comitati di difesa della rivoluzione. La gente poteva recarsi ai processi presenziando come pubblico e partecipando al dibattito. Il clima era alleggerito dalla distribuzione di bibite e snack da parte di piccoli commercianti locali. Celebre fu il processo a Saye Zerbo, ex presidente dell'Alto Volta, per appropriazione indebita.
L'enorme cifra, 427 milioni di franchi, era stata misteriosamente fatta sparire dai conti statali proprio durante il suo governo. Zerbo verrà condannato a quindici anni di prigione e al rimborso dell'intera cifra mediante confisca di beni e proprietà. Anche un ex ministro del governo, coinvolto in un ingente affare sul vino, sarà condannato.
I processi sono perlopiù inerenti a scandali finanziari e sottrazioni alla cosa pubblica. Ogni rappresentante del popolo ha l'obbligo di rendicontare le proprie spese. Il popolo partecipa con interesse. Chi si è intascato denaro a scapito del popolo finisce in tribunale.
Non furono attuati provvedimenti contro i membri dei precedenti governi, a meno che non fossero esplicitamente colpevoli di specifici reati. È il caso di Jean-Baptiste Ouédraogo, rovesciato dal colpo di Stato di Sankara, ma lasciato stare in quanto non colpevole di alcun reato.

### La cura per gli ambienti di lavoro
(Thomas Sankara)
Secondo Sankara un lavoro attento era possibile solo in ambienti puliti, ordinati e allegri. Le piante entrarono così in tutti gli uffici a cominciare dal suo, in una campagna di sensibilizzazione dell'ambiente. Ogni due settimane si trascorreva una mattinata a riordinare gli uffici, in particolare l'archivio. A ogni ministero venne assegnato un campo da coltivare. Sankara riteneva importante che in un paese composto per il 98% da contadini e agricoltori, i rappresentanti dovessero provare per primi cosa significasse il lavoro nei campi, in modo da essere più vicini al popolo.

### La "radio entrate e parlate"
Lo sforzo di far partecipare tutti i burkinabé alla rivoluzione si concretizzò permettendo loro di entrare la mattina nei locali della radio nazionale per parlare in diretta, criticare e proporre idee. Fu sviluppato un circuito di radio rurali che diffondevano programmi di alfabetizzazione e divulgazione agricola.

### La lotta ai prestiti
(Thomas Sankara)
Sankara dava grande importanza alla cooperazione internazionale, ma riteneva fosse da riformare. Criticò gli esperti di economia e i burocrati, unici veri ideatori nonché proponitori di strategie, che in cambio della consulenza agli stati si facevano pagare cifre d'oro. La rivoluzione rifiutava l'aiuto che serviva a far comprare i prodotti dei donatori e ad aprire conti in banca in occidente, arrivando più volte a scontrarsi con potenze come gli Stati Uniti d'America.
Quando l'ambasciatore statunitense "suggerì" a Sankara di non denunciare più le aggressioni in Centroamerica per evitare di inimicarsi Washington, il presidente rispose con un secco no.

### Sicurezza personale e attentati
Il capitano era consapevole di rischiare la vita ogni giorno a causa dei numerosi nemici che si era creato. Per questo motivo veniva protetto da strategie di copertura, come la segretezza dei suoi spostamenti o l'annuncio del luogo delle riunioni solo due ore prima. Teneva sempre con sé tre pistole da usare in caso di pericolo e gli uomini della scorta cambiavano costantemente. I rischi erano concreti.
Il 28 maggio 1984 viene sventato un colpo di Stato organizzato da sette cospiratori: il colonnello Didier Tiendrebeogo (ex sindaco di Ouagadougou), due luogotenenti, un uomo d'affari, un maggiore della gendarmeria, un sergente e un pilota. Saranno giustiziati l'11 giugno. La Corte marziale rivoluzionaria condanna ai servizi sociali altri cinque accusati, indicando 14 persone i cui nomi figurano nella lista di un prossimo eventuale governo. Sankara li convoca nel suo ufficio spiegando che ogni tentativo di rovesciare il governo sarebbe stato represso.

## I risultati ottenuti
In quattro anni di governo di Thomas Sankara, nel Burkina Faso furono:
- Vaccinati 2.500.000 bambini contro morbillo, febbre gialla, rosolia e febbre tifoide. L'Unicef stesso si complimentò con il governo.
- Creati Posti di salute primaria in tutti i villaggi del paese.
- Aumentato il tasso di alfabetizzazione.
- Realizzati 258 bacini d'acqua.
- Scavati 1.000 pozzi e avviate 302 trivellazioni.
- Stoccati 4 milioni di metri cubi contro 8,7 milioni di metri cubi di volume d'acqua.
- Realizzate 334 scuole, 284 dispensari-maternità, 78 farmacie, 25 magazzini di alimentazione e 3.000 alloggi.
- Creati l'Unione delle donne del Burkina (UFB), l'Unione nazionale degli anziani del Burkina (UNAB), l'Unione dei contadini del Burkina (UPB) e ovviamente i Comitati di difesa della rivoluzione (CDR), che seppur inizialmente registrarono alcuni casi di insurrezione divennero ben presto la colonna portante della vita sociale.
- Avviati programmi di trasporto pubblico (autobus).
- Combattuti il taglio abusivo degli alberi, gli incendi del sottobosco e la divagazione degli animali.
- Costruiti campi sportivi in quasi tutti i 7.000 villaggi del Burkina Faso.
- Soppressa la Capitazione e abbassate le tasse scolastiche da 10.000 a 4.000 franchi per la scuola primaria e da 85.000 a 45.000 per quella secondaria.
- Create unità e infrastrutture di trasformazione, stoccaggio e smaltimento di prodotti con una costruzione all'aeroporto per impostare un sistema di vasi comunicanti attraverso l'utilizzo di parte di residui agricoli per l'alimentazione.

Quasi tutte queste riforme, estremamente innovative per un paese africano degli anni ottanta, furono annullate dal regime di Blaise Compaoré.

## L'eredità e tentativo di censura di Compaoré
(Thomas Sankara)
Thomas Sankara è oggi un eroe ed esempio per tutta l'Africa, considerato addirittura più popolare di Nelson Mandela. Simbolo di intelligenza, lealtà, umiltà, grande onestà e alta morale, la sua figura è conosciuta in occidente attraverso numerosi giornalisti e autori. Fiorella Mannoia ha dedicato il brano Quando l'angelo vola (dall'album Sud) a Thomas Sankara, promuovendo e raccontando la storia del rivoluzionario burkinabé durante i tour e le comparse in televisione. Numerose commemorazioni in giro per il mondo hanno cercato di presentarlo al pubblico internazionale.
Blaise Compaoré ha provato in ogni modo a cancellare il ricordo di Thomas Sankara distruggendo la sua tomba, evitando di menzionarlo, cancellandolo dagli archivi storici e proclamando festa nazionale il 15 ottobre per distrarre la popolazione. Nel 2007 (a vent'anni dalla morte), Compaoré distribuì soldi e premi per allontanare la gente dal cimitero di Dagnoen, luogo in cui riposano il capitano e gli altri dodici collaboratori uccisi durante il colpo di Stato. Ma fallì perché un'enorme folla si recò lo stesso alla tomba di Sankara a rendere omaggio. Il ricordo del giovane presidente rimane vivo nella nuova generazione con il racconto e la diffusa distribuzione di file multimediali contenenti i suoi celebri discorsi.

## La personalità

### Lo stile di vita
Thomas Sankara era un uomo estremamente carismatico, come hanno raccontato molti suoi amici e collaboratori. Non aveva mai soldi con sé e spesso doveva chiedere ai parenti di prestarglieli. Nel poco tempo libero amava andare in bicicletta tra le strade di Ouagadougou per osservare con i suoi occhi la povertà. Sankara sosteneva la collaborazione tra le persone, e detestava la competitività, che innalza uno per abbassare l'altro. Uomo sempre gioioso ma al tempo stesso tenacemente determinato nel conseguimento degli obiettivi, aveva una grande umiltà. La sua casa era ricolma di libri letti e riletti più volte, e ne pagava regolarmente il mutuo. Detestava qualunque forma di ingiustizia sociale e si mosse sempre in questa direzione, esprimendo con estrema franchezza il proprio pensiero in ogni circostanza, senza mai perdere quel tocco di perspicace ironia che lo contraddistingueva e ne caratterizzava la genialità.
Durante la visita di François Mitterrand in Burkina Faso, Sankara lo accusò indirettamente ma pubblicamente di aver permesso a un criminale come Pieter Willem Botha di aggirarsi liberamente in Francia. Questo incrinò definitivamente i rapporti, e Mitterrand accentuò la sua già evidente antipatia per il giovane presidente. Il discorso pronunciato all'Organizzazione dell'unità africana contro il debito sovrano fu un'altra grande prova di coerenza, ma contribuì ad attirargli ulteriori antipatie. Per tutte queste caratteristiche, Sankara ha sempre riscontrato il favore delle masse e il rispetto dei conoscenti. Nonostante ciò era contro il culto della personalità e non desiderava, per esempio, essere oggetto di canzoni popolari, considerandosi un presidente "di passaggio", come si definì lui stesso. I regali che riceveva come presidente del Burkina li distribuiva tra i suoi collaboratori ed era solito fare visite a sorpresa nelle istituzioni per monitorarne il corretto funzionamento.

### Le critiche e gli aspetti controversi
Il governo di Sankara è stato criticato da Amnesty International e da altre organizzazioni umanitarie internazionali per violazioni dei diritti umani, comprese le esecuzioni e le detenzioni arbitrarie di oppositori politici da parte dei Comitati per la Difesa della Rivoluzione. L'organizzazione britannica Oxfam, dedita alla lotta contro la povertà, ha registrato l'arresto di leader sindacali nel 1987. Secondo Frank Cass lo sciopero degli insegnanti del 1984 ha comportato il licenziamento di 2.500 di essi; in seguito, organizzazioni non governative e sindacati furono vessati o posti sotto l'autorità dei Comitati per la Difesa della Rivoluzione che erano ramificati in ogni luogo di lavoro e fungevano da "organi di controllo sociale e politico"
I tribunali rivoluzionari popolari, istituiti dal governo in tutto il paese, hanno sottoposto gli imputati a processi per corruzione, evasione fiscale o attività "controrivoluzionaria". Le procedure in questi processi, in particolare le garanzie legali per gli imputati, non erano conformi agli standard internazionali. Secondo Christian Morrisson e Jean-Paul Azam, dell'Organizzazione per la cooperazione e lo sviluppo economico, il «clima di urgenza e di azione drastica in cui molte punizioni sono state immediatamente applicate contro coloro che hanno avuto la sfortuna di essere giudicati colpevoli di un comportamento rivoluzionario, mostrava una certa somiglianza con ciò che accadeva nei peggiori giorni della Rivoluzione Francese, durante il Regno del Terrore: sebbene poche persone fossero state uccise, la violenza era diffusa». La Freedom House, organizzazione finanziata dal governo degli Stati Uniti, valutò il Burkina Faso del periodo 1984-1987 come stato "non libero", assegnandogli punteggi lievemente peggiori rispetto a quelli degli anni precedenti e degli anni successivi.